# 三互法
三互法是漢朝時期的一種官員任職迴避制度，基本自漢武帝以後，漢朝的某個州的刺史不能為本州人，某個郡的太守不能為本郡人。且東漢中期之後，迴避任職制度更加嚴格，發展為三州和婚姻之家不能相互前往對方所在的地方做官。即甲州人士要是前往乙州當官，乙州人士同時前往丙州當官，則丙州人士不能前往乙州和甲州當官。至於婚姻方面，則是甲乙兩家若通婚，甲不能前往乙所在的州郡當官，乙不能前往甲所在的州郡當官。不過州吏和郡吏基本為本州或本郡人擔任，所以不在此限。由於迴避制度過於複雜，以至於漢靈帝時期幽州刺史和冀州刺史長期空缺。熹平四年（175年），蔡邕上書要求廢除三互法，但遭到皇帝拒絕。